# Gevangenpoort (Bergen op Zoom)

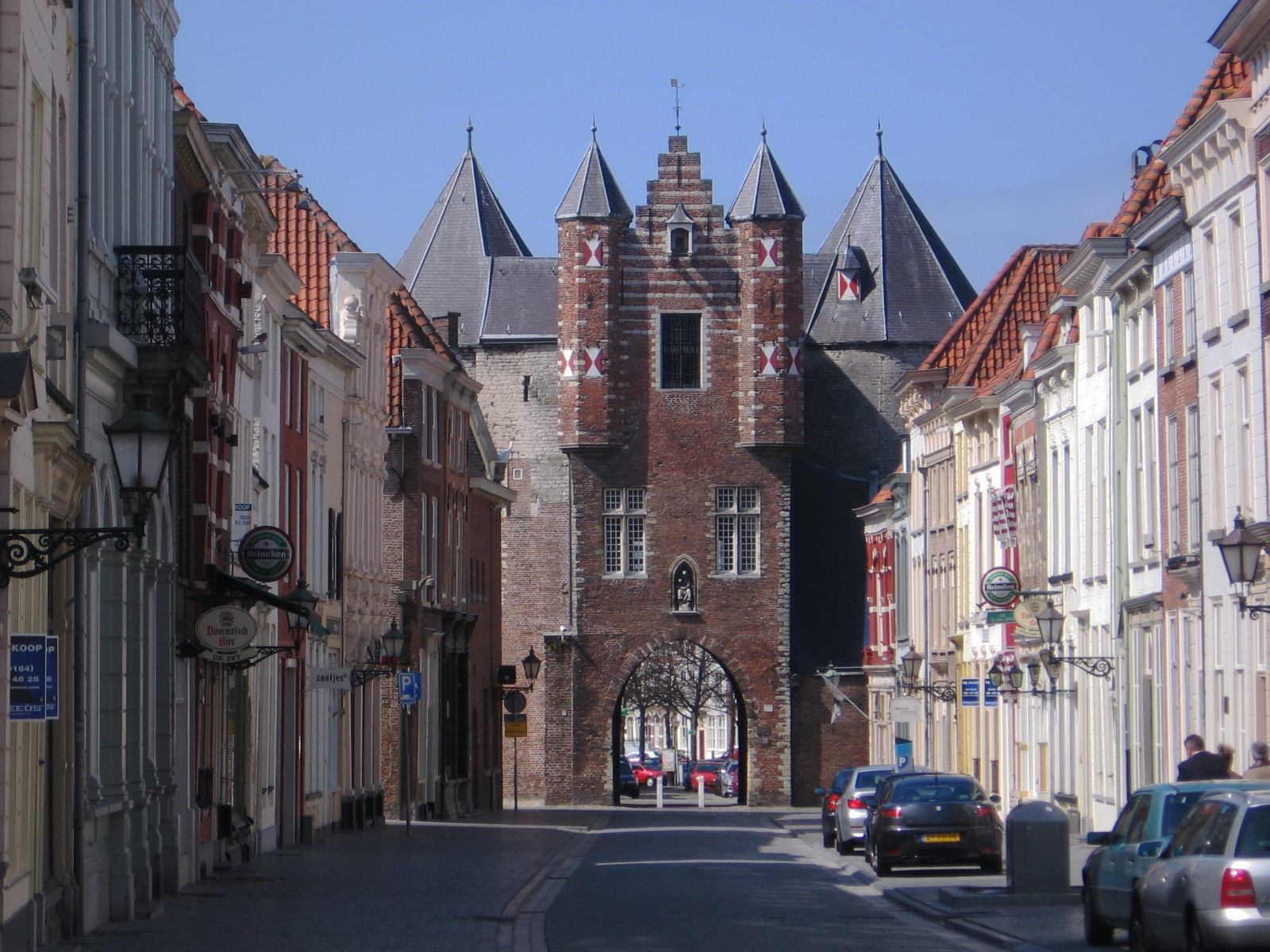
Gevangenpoort, centrumzijde

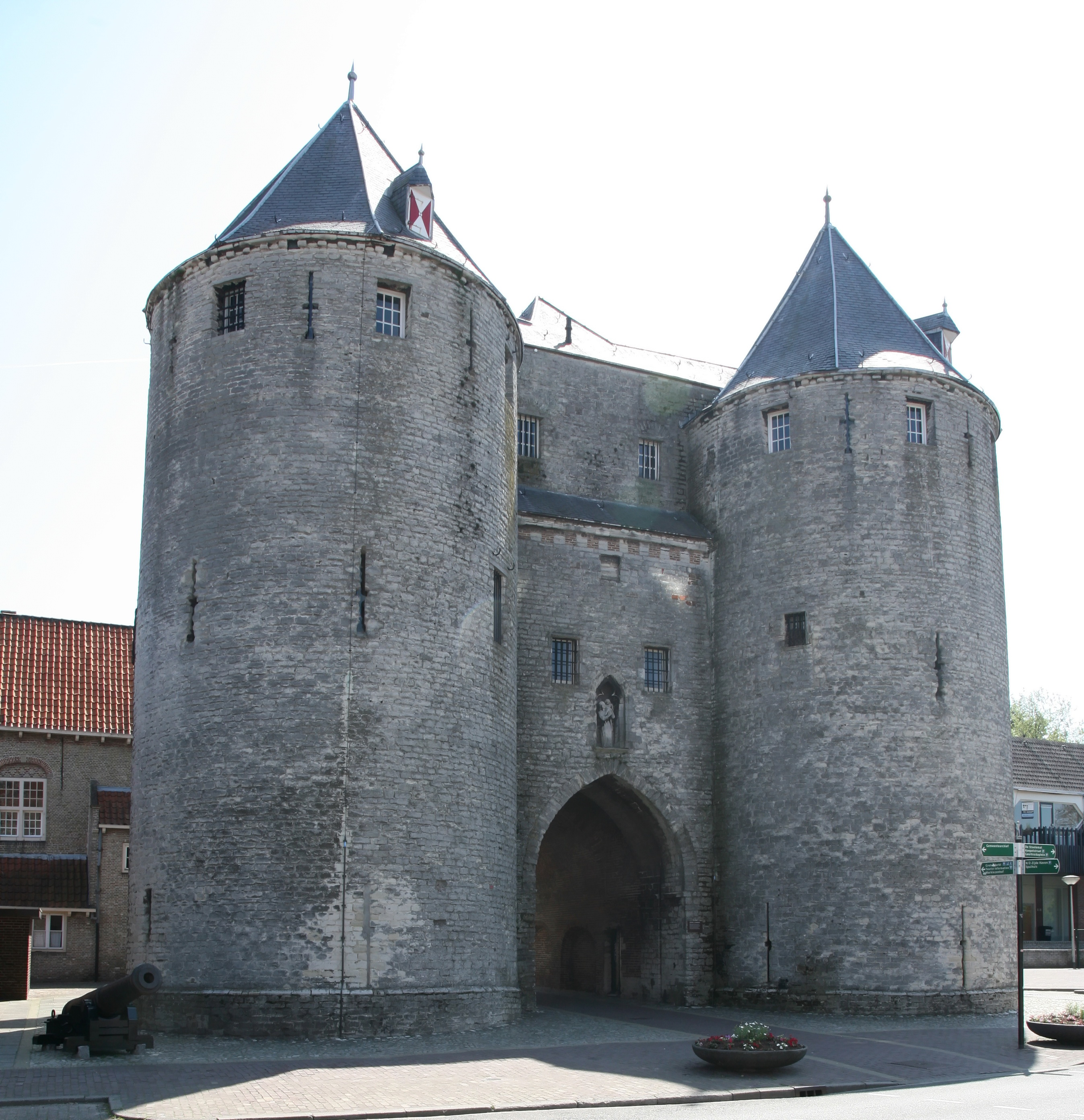
Gevangenpoort, zijde Westersingel

De Gevangenpoort (ook Lievevrouwepoort ) in Bergen op Zoom is het oudste monument van de stad. De poort dateert grotendeels uit de eerste helft van de 14e eeuw en is een van de best bewaard gebleven stadspoorten zoals die in de middeleeuwen in Nederlandse steden te vinden waren. Het is de enige stadspoort overgebleven in Bergen op Zoom, en een rijksmonument.

## Geschiedenis
De Lievevrouwepoort stond aan de westerzijde van de stad, was onderdeel van de toenmalige vestingmuur en was de toegang tot de Lievevrouwestraat. De poort is gebouwd in het midden van de 14de eeuw (waarschijnlijk rond 1335) en is een van de oudste nog bestaande stadspoorten in Nederland. Het bestond uit twee robuuste torens van Gobertanger kalksteen en schietgaten die berekend zijn op kruisbogen. Het had een voorpoort met kleinere torens en een stenen brug over de stadsgracht. De poort was tot de Bataafse Omwenteling eigendom van de heren en markiezen van Bergen op Zoom.  
De poort verloor zijn functie toen het havengebied in 1484 omwald werd, waardoor hij binnen de stad kwam te liggen. De delen van de middeleeuwse stadsmuur die op de poort aansloten, werden kort daarna gesloopt. De poort vertoont aan de noordzijde nog sporen van de aanhechting van de stadsmuur.
De poort ontkwam aan de sloophamer omdat hij al vóór de stadsmuuruitbreiding in gebruik was als gevangenis. Sindsdien werd het gebouw ook 'Gevangenpoort' genoemd. Vanwege de protestantisering in de 16de eeuw raakte de naam Lievevrouwepoort in onbruik.  
Rond 1485 werd het gebouw aan de stadszijde uitgebreid met een bakstenen trapgevel en twee torentjes. Op de eerste verdieping werd een cipierswoning ingericht, waarvan de monumentale laatgotische schouw nog resteert. Op de tweede verdieping werd een 'gijzelkamer' voor gearresteerde burgers ingericht.  
In 1619 werd de vervallen voorpoort gesloopt. De bijbehorende stenen brug ligt nog vrijwel intact onder het asfalt van de Westersingel. Op enkele klein aanpassingen na is er sinds de vroege zeventiende eeuw bijzonder weinig veranderd aan het uiterlijk van de poort.
Tot 1931 heeft het gebouw dienstgedaan als gevangenis. Uit de gevangenisperiode zijn interessante sporen overgebleven, zoals diverse teksten en tekeningen die de gevangenen in houten muren en deuren hebben gekerfd. Het oudste ingekerfde jaartal is 1622. 
Na een inwendige restauratie in 1932 werd het Gemeentemuseum van Bergen op Zoom in de Gevangenpoort gehuisvest, totdat het Markiezenhof die functie overnam. 
In latere jaren werd het gebouw onder meer gebruikt als jeugdbibliotheek en tentoonstellingsruimte van de archeologiestichting 'In den Scherminckel'.
In 2014-2015 werd de poort ingrijpend gerestaureerd en heringericht door Weyts Architecten uit Bergen op Zoom. Het was de eerste grote restauratie in zestig jaar tijd.

## Huidige functie
Het monument is in het toerismeseizoen (van 27 april tot 31 oktober) tijdens regelmatige openingstijden of op afspraak te bezoeken. Vrijwilligers van de stichting Stadsgidsen Bergen op Zoom geven er tijdens openingsuren rondleidingen.
In een van de onderste torenkamers is sinds 2015 een escaperoom gevestigd, genaamd Escape the Gate. De spelers lossen hierbij puzzels op die met de historie van de poort te maken hebben.
Verder wordt de Gevangenpoort verhuurd als locatie voor huwelijken en kleine evenementen.